# Leiobunum tamanum
Leiobunum tamanum is een hooiwagen uit de familie Sclerosomatidae.